# Gaio Antistio Vetere (pretore)
Gaio Antistio Vetere  (dal latino: Gaius Antistius Vetus;; 100 a.C. circa) è stato un politico e militare romano.
Ricoprì la carica della pretura  nel 70 a.C. Nel 69-68 a.C., fu invece propretore nella provincia romana della Hispania Ulterior. Alle sue dipendenze come questore, servì il giovane Gaio Giulio Cesare attorno al 68 a.C. Suo figlio era il futuro console suffetto, Gaio Antistio Vetere. In seguito ottenne preziosi incarichi dallo stesso Cesare, di cui era diventato amico.